# I Would Like
«I Would Like» (en español: «Me gustaría») es una canción interpretada por la cantante y compositora sueca Zara Larsson. Fue lanzado el 11 de noviembre de 2016 por los sellos discográficos Ten Music Group, Epic y Sony. Al principio lo habían lanzado como el primer sencillo promocional de su próximo segundo álbum de estudio So Good, pero más tarde se anunció que sería el cuarto sencillo de dicho álbum.

## Presentaciones en vivo
El 4 de diciembre de 2016, Larsson realizó un presentación musical del sencillo en la decimotercera temporada del concurso británico The X Factor.

## Lista de canciones
| Descarga digital |                |          |  |
| N.º              | Título         | Duración |  |
| 1.               | «I Would Like» | 3:46     |  |

| Descarga digital – Remixes |                                    |          |  |
| N.º                        | Título                             | Duración |  |
| 1.                         | «I Would Like» (Gorgon City Remix) | 4:24     |  |

## Posicionamiento en las listas
| Alemania        | Official German Charts            | 56 |
| Australia       | ARIA                              | 16 |
| Austria         | Ö3 Austria Top 40                 | 72 |
| Bélgica         | Ultratip Flanders                 | 1  |
| Bélgica         | Ultratip Wallonia                 | 12 |
| Canadá          | Canadian Hot 100                  | 68 |
| Dinamarca       | Tracklisten                       | 23 |
| Escocia         | Official Charts Company           | 3  |
| Eslovaquia      | Singles Digitál Top 100           | 50 |
| Eslovaquia      | Singles Digitál Top 100           | 77 |
| Estados Unidos  | Billboard Digital Songs           | 48 |
| Estados Unidos  | Billboard LyricFind Global        | 3  |
| Europa          | Billboard                         | 3  |
| Finlandia       | Suomen virallinen lista           | 24 |
| Irlanda         | IRMA                              | 7  |
| Italia          | FIMI                              | 69 |
| Líbano          | Lebanese Top 20                   | 16 |
| México          | Billboard Mexico Ingles Airplay   | 17 |
| Nueva Zelanda   | Recorded Music NZ                 | 19 |
| Noruega         | VG-lista                          | 23 |
| Países Bajos    | Dutch Top 40                      | 23 |
| Países Bajos    | Single Top 100                    | 28 |
| Polonia         | Polish Airplay Top 100            | 27 |
| Portugal        | Associação Fonográfica Portuguesa | 38 |
| Reino Unido     | UK Singles Chart                  | 2  |
| República Checa | Singles Digitál Top 100           | 52 |
| República Checa | Rádio Top 100                     | 99 |
| Suecia          | Sverigetopplistan                 | 4  |
| Suiza           | Schweizer Hitparade               | 55 |

| Reino Unido | Official Charts Company | 60 |
| Suecia      | Sverigetopplistan       | 88 |

## Certificaciones
| País          | Organismo certificador | Certificación | Ventas certificadas | Simbolización | Ref.   |
| ------------- | ---------------------- | ------------- | ------------------- | ------------- | ------ |
| Australia     | ARIA                   | 2x Platino    | 140 000             | ▲             | [ 34 ] |
| Brasil        | Pro-Música Brasil      | Oro           | 20 000              | ●             | [ 35 ] |
| Canadá        | Music Canada           | Platino       | 80 000              | ▲             | [ 36 ] |
| Dinamarca     | IFPI                   | Oro           | 45 000              | ●             | [ 37 ] |
| Italia        | FIMI                   | Oro           | 25 000              | ●             | [ 38 ] |
| Noruega       | IFPI                   | Platino       | 40 000              | ▲             | [ 39 ] |
| Nueva Zelanda | RMNZ                   | Oro           | 15 000              | ●             | [ 40 ] |
| Polonia       | ZPAV                   | Oro           | 10 000              | ●             | [ 41 ] |
| Reino Unido   | BPI                    | Oro           | 600 000             | ●             | [ 42 ] |
| Suecia        | GLF                    | Platino       | 40 000              | ▲             | [ 43 ] |
| Suiza         | IFPI                   | Oro           | 10 000              | ●             | [ 44 ] |

## Historial de lanzamientos
| Región | Fecha                   | Formato          | Discográfica      |
| ------ | ----------------------- | ---------------- | ----------------- |
|        | 11 de noviembre de 2016 | Descarga digital | TEN · Epic · Sony |